# オレが悪魔で、アイツが嫁で。
『オレが悪魔で、アイツが嫁で。』（オレがあくまで アイツがよめで）は、あるまるみによる日本の漫画作品。スクウェア・エニックスのウェブコミック配信サイト『ガンガンONLINE』2011年10月20日更新分から2013年1月17日更新分まで毎月第3週更新で連載された。スクウェア・エニックス毎週新連載プロジェクト16（2ndシーズン）第14弾作品。

## あらすじ
身寄りのない少女、霜月初香の前に、寿命と引き替えに願いを叶える悪魔が現れた。家族を求める初香は、その悪魔アンザムニアとの結婚を願い、種族差、年齢差を抱えた奇妙な新婚生活がはじまる。

## 登場人物
アンザムニア
通称アンザム。営業成績最下位、契約0の悪魔。口は悪いが根は優しい。胸の大きい女性が好みだが、契約を交わした初香の願いにより、やむなく初香と結婚した。食べることが大好き。
霜月 初香（しもつき ういか）
身寄りがなく児童養護施設で暮らしていた、小学5年生の少女。家族に強く憧れており、アンザムが現れると、寿命が縮むと聞いてもためらわずにアンザムとの結婚を願った。料理が得意。
鬼頭（きとう）
神父。施設を飛び出し路上生活をしようとしていた初香を見かねて、アンザムともども自宅に迎え入れた。初香や子ども達には優しいが、初香の願いのせいで鬼頭に逆らえないアンザムをこき使う。片付けができない。

## 単行本
1. 2012年7月21日 ISBN 978-4-7575-3668-5
2. 2013年3月22日 ISBN 978-4-7575-3860-3